# Tleń
Tleń (niem. Klinger) – wieś położona w województwie kujawsko-pomorskim, w powiecie świeckim, w gminie Osie na trasie linii kolejowej Laskowice Pomorskie – Szlachta – Czersk. Położony w centrum Borów Tucholskich nad jeziorem Mukrza oraz rzeką Wdą i jej dopływem – Prusiną.

## Historia

### Średniowiecze
W średniowieczu około 1415 r. w przy ujściu Prusiny do Wdy istniał młyn, wokół którego powstała osada o nazwie Imschen. Obecna nazwa miejscowości wywodzi się od słodkowodnej ryby z rodziny karpiowatych, jaką jest kleń.

### Współczesność
W latach 1975–1998 miejscowość administracyjnie należała do województwa bydgoskiego.
Posiada kilka ośrodków wypoczynkowych i wypożyczalni sprzętów wodnych. Większość mieszkańców żyje z turystyki. Spora część zabudowań to domy letniskowe. Wokół Tlenia rozpościera się Wdecki Park Krajobrazowy. Kąpieliska funkcjonują na półwyspie na południe od wsi oraz na północnym brzegu jeziora Mukrz.
Ne jej terenie znajduje się:
- przystanek kolejowy z murowanym dworcem kolejowym z początku XX w
- ujęcie wody pitnej
- pomnik w miejscu kaźni dokonanej w latach 1944–1945 na 17 więźniach konwojowanych przez Niemców oraz 2 chłopcach.

### Pomniki przyrody
W Tleniu rosną dwa drzewa uznane za pomniki przyrody:
- dąb szypułkowy o obwodzie 625 cm[8]
- dąb szypułkowy o obwodzie 420 cm[9].

### Przynależność polityczno-administracyjna
- 1944-1950: Rzeczpospolita Polska (Polska Ludowa), województwo pomorskie, powiat Świecki, gmina Osie
- 1950-1957: Rzeczpospolita Polska (Polska Ludowa), województwo bydgoskie, powiat Świecki, gmina Osie do 1954, gromada Łążek od 1954
- 1957-1974: Polska Rzeczpospolita Ludowa, województwo bydgoskie, powiat Świecki, gromada Łążek do 1968, gromada Osie 1969-1972, gmina Osie od 1973
- 1975-1989: Polska Rzeczpospolita Ludowa, województwo bydgoskie, gmina Osie
- 1990-1998: Rzeczpospolita Polska, województwo bydgoskie, rejon Świecki, gmina Osie
- 1999-teraz: Rzeczpospolita Polska, województwo kujawsko-pomorskie, Powiat świecki, gmina Osie